# Phyllobates aurotaenia
Phyllobates aurotaenia es una especie de anfibios de la familia de los Dendrobatidae, endémica de la costa pacífica de Colombia. Los indios Noanamá y Emberá la llaman kokoï, mientras que en español se le llama Phyllobates aurotaenia. Existen dos formas de Phyllobates aurotaenia, una de las cuales probablemente se deba a una hibridación con Phyllobates bicolor.
Considerada junto con Phyllobates bicolor como la segunda rana más tóxica del mundo (Phyllobates terribilis es la más tóxica), Phyllobates aurotaenia fue estudiada y descrita por primera vez en 1913 por el zoólogo George Albert Boulenger. Este anuro, que puede alcanzar hasta 35 mm, se encuentra en las selvas tropicales húmedas de los departamentos de Chocó y Valle del Cauca, a una altitud comprendida entre 90 y 1000 m.
A pesar de su pequeño tamaño, los especímenes salvajes, que almacenan batracotoxina, un alcaloide esteroideo, en las glándulas de su piel, son mortalmente tóxicos. El número de Phyllobates aurotaenia y su área de distribución continúan disminuyendo, principalmente debido al impacto de las actividades del Hombre en su hábitat natural. La Unión Internacional para la Conservación de la Naturaleza la considera así como una “especie casi amenazada” (NT).

## Descripción

### Aspectos físicos

#### Generalidades

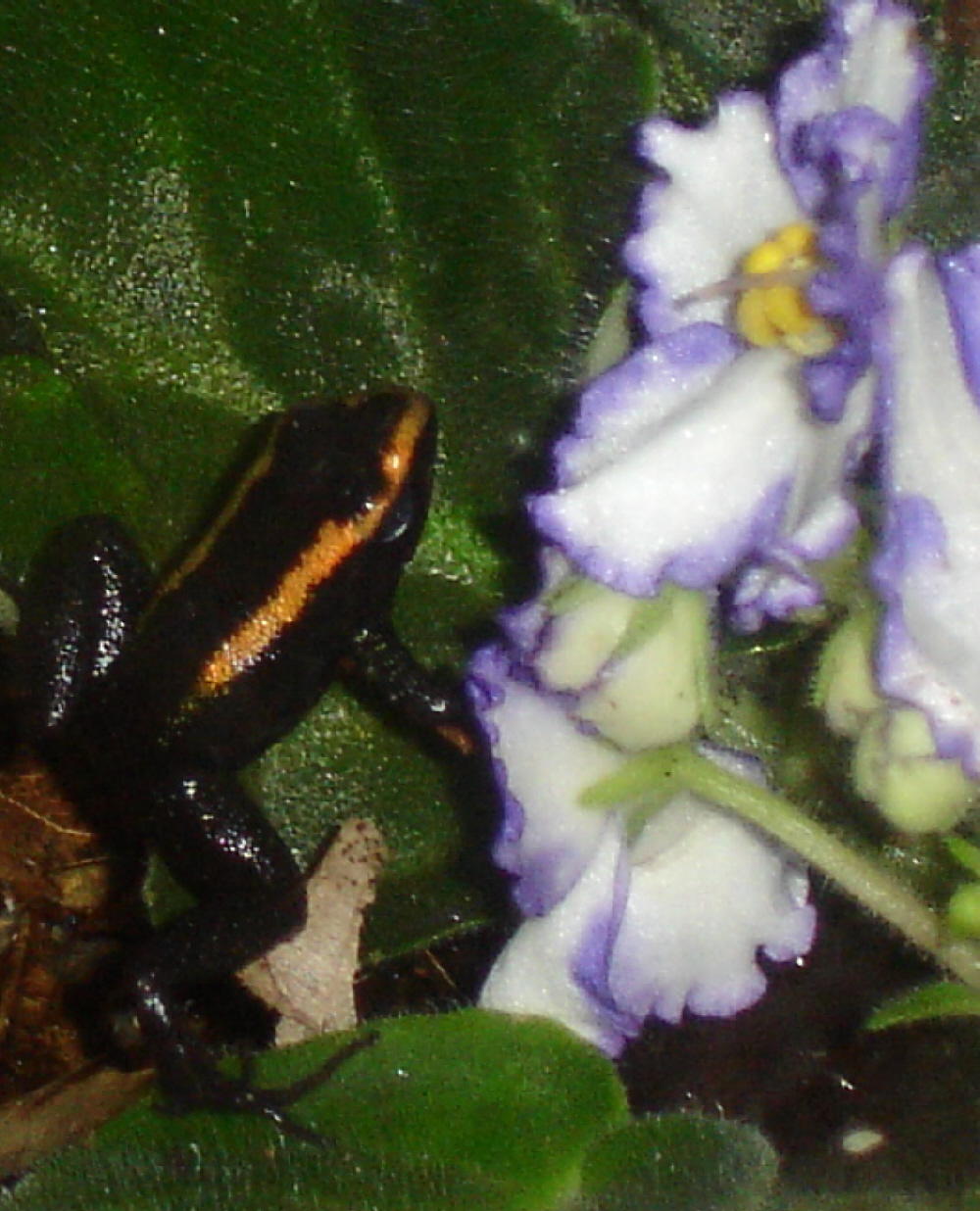

En Phyllobates aurotaenia, hay poco dimorfismo sexual, excepto en lo que respecta al tamaño, siendo las hembras generalmente más grandes. Los machos adultos tienen una longitud máxima, desde el hocico hasta el cloaca, de 32 mm, mientras que las hembras pueden medir hasta 35 mm·.
Esta rana, cuyo color de fondo de la piel es negro, tiene dos bandas dorso-laterales que parten de los muslos y se unen en el extremo del hocico. Estas bandas pueden ser de color dorado, naranja o verde. Los especímenes cercanos a la serranía del Baudó tienen bandas generalmente de color verde claro o amarillo-verde pálido, mientras que su coloración varía entre el amarillo y el naranja-amarillo oscuro para aquellos cercanos a la cuenca superior del río San Juan. La piel es ligeramente granulosa en la espalda y lisa en la cara ventral y los miembros. Las superficies dorsales de los miembros están salpicadas de numerosas y minúsculas manchas doradas, naranjas, azules o verdes. Además, la superficie ventral negra de Phyllobates aurotaenia está cubierta, de manera más dispersa que los miembros, de manchas azules o verdes. Estas manchas son siempre azules para los especímenes de la serranía del Baudó. En los miembros anteriores, los dedos, cuyo primero es más largo que el segundo, terminan en discos-ventosas. El tamaño de las tibias representa la mitad de la longitud de la cabeza y el cuerpo. El hocico es truncado, con una región loreal vertical y un espacio interorbital tan ancho como el párpado superior. Los tímpanos son poco visibles. Los dientes están presentes en los arcos maxilar y premaxilar de la boca. En los machos, los testículos están despigmentados.

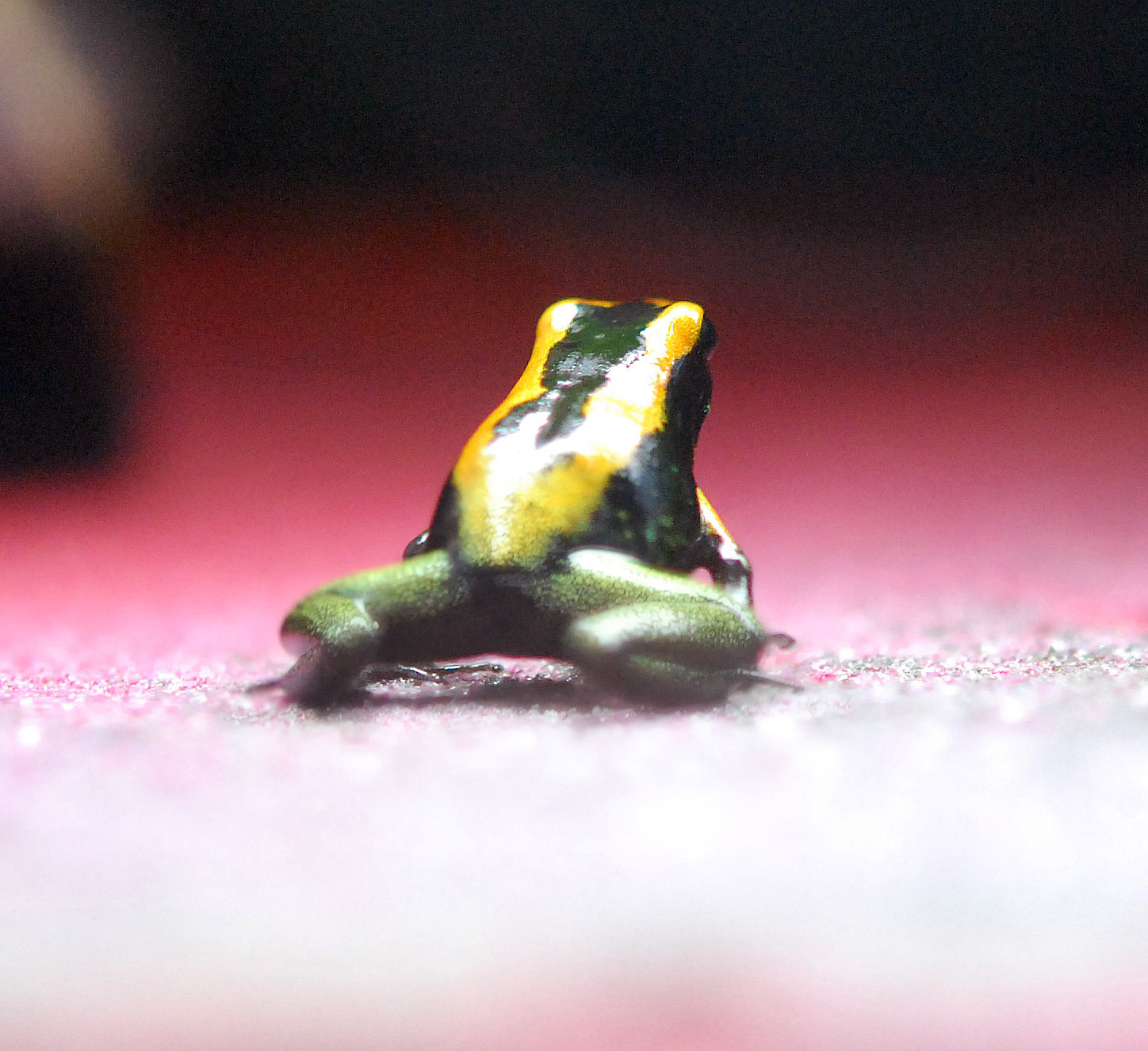
Una joven ‘’Phyllobates terribilis‘’, que puede ser confundida con ‘‘Phyllobates aurotaenia’’.

Phyllobates aurotaenia puede ser confundida con las jóvenes Phyllobates terribilis cuando estas últimas aún son negras con bandas dorso-laterales amarillas. Sin embargo, se distingue por la presencia de manchas azules o verdes en el vientre.
Los renacuajos de Phyllobates aurotaenia tienen un disco oral escotado y un cloaca diestro (que se abre a la derecha).

#### Hibridación o cline
Los herpetólogos estadounidenses Charles William Myers y Philip Arthur Silverstone-Sopkin han planteado la hipótesis de que podría haber una hibridación, en la cuenca superior del río San Juan; esta hipótesis se basa en el tamaño intermedio y la coloración de los especímenes de Phyllobates que se han descubierto allí·. Estas ranas tienen rayas dorso-laterales más anchas que a veces se fusionan en una raya amarillo-naranja o rojo-naranja por una sufusión dorsal anaranjada. También tienen más manchas en la superficie ventral. ‘‘Phyllobates aurotaenia’’ con rayas anchas es, con un tamaño promedio de 32,1 mm, más grande que la de rayas más estrechas, con un tamaño promedio de 26,3 mm.

## Toxicidad

Estructura de la batracotoxina.

Phyllobates aurotaenia se considera, junto con Phyllobates bicolor, como la segunda rana más tóxica del mundo, muy por detrás de Phyllobates terribilis. Entre los anfibios, las batracotoxinas están presentes solo en las ranas del género ‘’Phyllobates‘’. Estos alcaloides esteroideos son secretados por la piel de la rana cuando esta está estresada·. La batrachotoxina impide que los nervios transmitan impulsos nerviosos, dejando los músculos en un estado de relajación y pudiendo así provocar una insuficiencia cardíaca o una fibrilación. En las ranas de la familia Dendrobatidae, este veneno es un mecanismo de autodefensa y por lo tanto no se utiliza para matar a sus presas. La noranabasamina, alcaloide de piridina, solo se encuentra en Phyllobates aurotaenia, Phyllobates bicolor y Phyllobates terribilis.

## Distribución geográfica
Es endémica de la vertiente del Pacífico de la cordillera Occidental (Colombia), a altitudes entre 90 y 1000 m.